# EU's fælles sikkerheds- og forsvarspolitik
EU's fælles sikkerheds- og forsvarspolitik (forkortet FSFP eller alternativt CSDP efter den engelske betegnelse "Common Security and Defense Policy") er en politik, der fastsætter rammerne i EU for forsvar og krisestyring. Herunder hører også forsvarssamarbejde og koordinering på området mellem EU's medlemslande. FSFP er en del af EU's fælles udenrigs- og sikkerhedspolitik (FUSP). Gennem FSFP kan EU-landene i fællesskab iværksætte civile og militære indsatser udenfor EU's eget område.
Fælles sikkerheds- og udenrigspolitik har været en officiel del af EU-samarbejdet siden Maastricht-traktaten i 1993. Den konkrete organisering af forsvarssamarbejdet har fungeret på forskellig vis og under forskellige navne siden da. Med vedtagelsen af Lissabontraktaten i 2009 skiftede forsvarssamarbejdet i forbindelse med en ny omordning navn til det nuværende Common Security and Defence Policy, på dansk Fælles Sikkerheds- og Forsvarspolitik.
Som følge af det danske Nationale Kompromis i 1992, hvor de fire danske EU-forbehold blev formuleret, havde Danmark indtil 2022 en undtagelse i forhold til den fælles forsvarspolitik, så Danmark ikke deltog i EU’s militære samarbejde.

## Historie
I årtierne efter 2. verdenskrig opstod en række forskellige fælles forsvarspolitiske initiativer mellem forskellige vesteuropæiske lande. Mest kendt er Den Vesteuropæiske Union eller blot Vestunionen (WEU), der eksisterede fra 1948 til 2011. Hverken Vestunionen eller de øvrige initiativer fik dog for det meste større betydning, da NATO, der blev oprettet i 1949, udgjorde det afgørende forsvarspolitiske samarbejde for EU-landene, der alle var medlemmer af NATO, indtil Irland som det første ikke-NATO-land trådte ind i EU samtidig med Danmark i 1973.
Med vedtagelsen af Maastricht-traktaten i 1993, hvor EF blev omdannet til den Europæiske Union, blev EU's fælles udenrigs- og sikkerhedspolitik oprettet som den anden af tre søjler, som det fremtidige EU-samarbejde skulle hvile på. Med traktaten kom de fælles udenrigs- og sikkerhedspolitiske EU-instrumenter også til at omfatte såkaldte "fælles aktioner" samt "udformningen på lang sigt af en fælles forsvarspolitik, som med tiden vil kunne føre til et fælles forsvar". I 1996 vedtoges det at udarbejde en såkaldt Europæisk Sikkerheds- og Forsvarsidentitet (ESDI, European Security and Defence Identity) indenfor rammerne af Vestunionen. I 1999 blev ESDI overdraget til EU's regi og skiftede navn til Europæisk Sikkerheds- og Forsvarspolitik (ESDP, European Security and Defence Policy).
I 2003 foretog EU den første militære FSFP-mission, nemlig Operation Concordia, der indsatte styrker i den tidligere jugoslaviske republik Makedonien (den nuværende stat Nordmakedonien). Samme år blev en Europæisk Sikkerhedsstrategi vedtaget, der identificerede fælles trusler og mål. Med vedtagelsen af Lissabontraktaten i 2009 ændrede ESDP navn til det nuværende Common Security and Defence Policy, forkortet CSDP, på dansk Fælles Sikkerheds- og Forsvarspolitik. I 2011 blev Vestunionen, hvis opgaver nu var blevet overført til EU, nedlagt. I 2016 blev en ny global sikkerhedsstrategi indført i EU, og i 2019 blev PESCO-samarbejdet (Permanent Structured Cooperation), hvor deltagerlandene kunne styrke deres forsvarsmæssige samarbejde, iværksat. Her deltog alle medlemslandene bortset fra Malta, Danmark og det daværende EU-medlem Storbritannien.
EU har siden 2003 løbende foretaget en række civile og militære operationer under CSDP i Europa, Afrika og Asien.

## Danmarks forsvarsforbehold
Et dansk vælgerflertal stemte ved en folkeafstemning nej til Maastricht-traktaten i 1992, og det efterfølgende nationale kompromis mellem et stort flertal i Folketinget formulerede fire danske undtagelser fra traktaten, som med Edinburgh-aftalen i december 1992 blev bekræftet af EU's stats- og regeringschefer og efter en ny folkeafstemning i 1993 officielt blev tiltrådt af Danmark. En af de fire undtagelser er det såkaldte forsvarsforbehold, ifølge hvilket Danmark ikke deltager i "udarbejdelsen og gennemførelsen af Unionens afgørelser og aktioner, som har indvirkning på forsvarsområdet". Det indebærer, at Danmark ikke bidrager til militære EU-operationer og ikke deltager i samarbejde om udvikling og anskaffelse af militært beredskab i EU-regi. Danmark kan dog deltage i civile EU-missioner under den fælles udenrigs- og sikkerhedspolitik.
Ifølge en rapport fra Dansk Institut for Internationale Studier aktiverede Danmark sit forsvarsforbehold 27 gange fra indførelsen i 1993 frem til oktober 2019, dvs. 27 gange undlod Danmark at deltage i en EU-mission eller anden handling på grund af forbeholdet. De fleste gange var der tale om beslutninger i den blødere ende af krisestyringsskalaen, men tilfældene har også omfattet militære aktioner i bl.a. Republikken Tchad, Den Centralafrikanske Republik og Den Demokratiske Republik Congo. I en optælling fra april 2022 opgjorde Folketingets EU-oplysning antallet af aktiveringer i 1993-2022 til mindst 31, hvoraf 14 var militære operationer eller missioner.

## Deltagelse af lande udenfor EU
Flere lande udenfor EU har indgået samarbejdsaftaler med Det Europæiske Forsvarsagentur (European Defence Agency, EDA) som giver disse lande mulighed for udveksling af informationer og synspunkter samt deltagelse i EU-ledede militære missioner. Det første land uden for EU som indgik en samarbejdsaftale med EDA var Norge i 2006. Derefter fulgte Schweiz (2012), Serbien (2013) og Ukraine (2015).

## Udvalgte missioner og operationer
| Navn            | Periode     | Sted         | Beskrivelse                                                                 | Danmark |
| --------------- | ----------- | ------------ | --------------------------------------------------------------------------- | ------- |
| EUTM Mali       | Fra 2014    | Mali         | Træning af den maliske hær, støtte til grænsekontrol, antierror og logistik |         |
| EUCP Sahel Mali | 2015-(2023) | Bamako, Mali | Civil. Genoprettelse af regeringens myndighed                               |         |